# 4216 Neunkirchen
A 4216 Neunkirchen (ideiglenes jelöléssel 1988 AF5) a Naprendszer kisbolygóövében található aszteroida. Henri Debehogne fedezte fel 1988. január 14-én.